# Mira Teatro

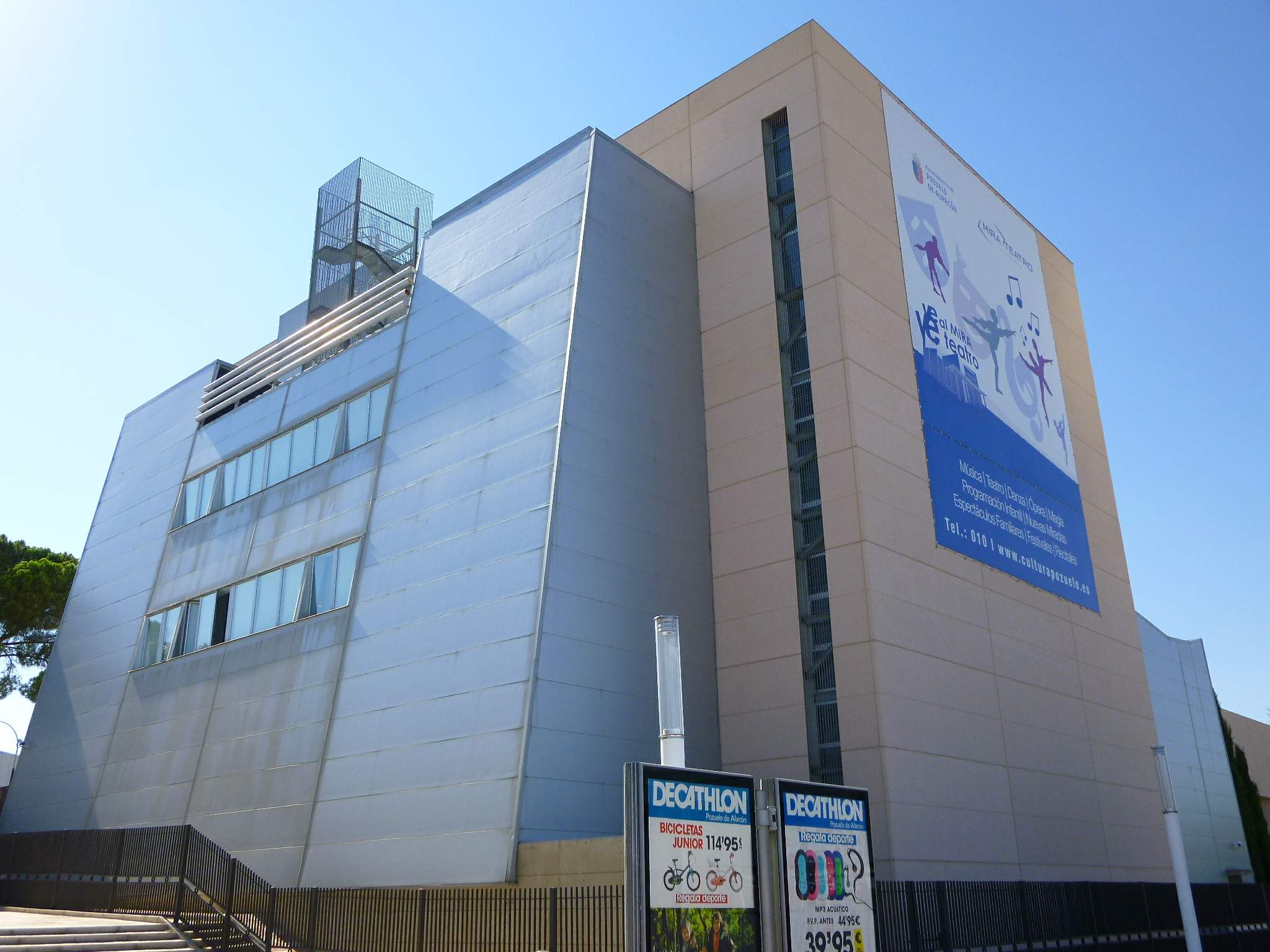
MIRA Teatro, parte del Espacio Cultural MIRA de Pozuelo de Alarcón

El MIRA Teatro se encuentra en el municipio madrileño de Pozuelo de Alarcón. El MIRA Teatro es un moderno edificio de 5.000 m² de superficie divididos en cuatro plantas. Se trata de un espacio público que reúne las prestaciones, equipamientos e infraestructuras más avanzadas.

## Edificio y entorno
El MIRA Teatro cuenta con una excelente acústica y las mejores condiciones visuales para que el espectador pueda disfrutar de una gran calidad durante los distintos espectáculos.
El edificio se ubica en un complejo dedicado a la cultura en el que se encuentran el Espacio Cultural MIRA, el Auditorio El Torreón y el propio teatro. Este enclave supone uno de los espacios dedicados a la cultura más extensos en la Comunidad de Madrid.
El MIRA Teatro se inauguró el 15 de octubre de 2004 con un concierto de la Orquesta Nacional de España, dirigida por Salvador Mas y con Joaquín Achúcarro al piano. 

## Televisión
Desde hace varios años en el MIRA Teatro se lleva grabando el programa emitido por La 2 llamado El Conciertazo

## Espacio Cultural MIRA
En él se estuvieron grabando los exteriores de la famosa telenovela emitida por Telecinco llamada Yo soy Bea. También se hacen exposiciones de temas variados e interesantes.